# Argyrosticta decumana
Argyrosticta decumana là một loài bướm đêm trong họ Noctuidae.